# V.44
V.44 er en komprimeringsspecifikation brugt under V.92 PSTN modem kommunikation. V.44 er en videreudvikling af V.42bis, og kan forbedre overførselshastighed med mellem 10 % og 120 %, alt efter hvilken type data der overføres. Dog er forbedring i gennemsnittet 25 %. 